# Cornelia Sollfrank
Cornelia Sollfrank (Feilershammer, 1960) è un'artista e blogger tedesca.

## Biografia
Cornelia Sollfrank è una pioniera dell'arte digitale e del Cyberfemminismo. Nel 1997 ha partecipato al concorso di Net art indetto dalla Hamburger Kunsthalle con l'opera Female Extension, che mirava a evidenziare come gli artisti uomini fossero favoriti in quel tipo di competizioni.
Cornelia Sollfrank ha fondato l'organizzazione Old Boys Network (OBN) con il collettivo "frauen-und-technik" (Donne e tecnica) e "-Innen" (Dentro; ma anche il suffisso plurale femminile in tedesco). Nel 1998 OBN ha pubblicato il First Cyberfeminist International seguito nel 1999 dal next Cyberfeminist International. In quest'ultimo ultimo compariva il suo saggio Women Hackers che metteva in luce il fenomeno degli hackers e la mancanza di hackers donne all'epoca.
Nel 2004 Cornelia Sollfrank ha pubblicato la monografia "net.art generator" con la Verlag für moderne Kunst Nürnberg.
Dal 2012 Cornelia Sollfrank è lettore in "Contemporary Art Practices, Art & Theory, and Artistic Research in the Context of New Media“ al Duncan of Jordanstone College of Art and Design dell'Università di Dundee in Scozia.